# Ectemnonotum luteum
Ectemnonotum luteum är en insektsart som beskrevs av Victor Lallemand 1922. Ectemnonotum luteum ingår i släktet Ectemnonotum och familjen spottstritar. Inga underarter finns listade i Catalogue of Life.